# Боуэр, Фредерик
Фредерик Орпен Боуэр (4 ноября 1855, Рипон, Норт-Йоркшир — 11 апреля 1948, Рипон, Норт-Йоркшир) — английский ботаник.

## Биография
После учебы в Рептонской школе и бакалавриата в Тринити-колледже Кембриджского университета Боуэр учился у немецкого ботаника Юлиуса фон Сакса в Вюрцбургском университете с 1877 по 1878 год и у Антона де Бари в Страсбургском университете в 1879 году. С 1880 по 1885 год занимал должность ассистента лектора по ботанике в Университетском колледже Лондона под руководством Томаса Гексли. С 1885 по 1925 год он был профессором-региусом ботаники в Университете Глазго.
Своими исследованиями смены поколений у примитивных наземных растений, особенно папоротников, Боуэр внёс значительный вклад в наше понимание происхождения и эволюции этих растений. Известен своей теорией интерполяции, которая должна была объяснить, почему у папоротников — в отличие от мхов — спорофит развит сильнее, чем гаметофит.

## Награды
Боуэр был членом Лондонского Линнеевского общества, от которого он получил медаль Линнея в 1909 году. В 1891 году он был избран членом («Fellow») Лондонского Королевского общества, которое наградило его Королевской медалью в 1910 году и медалью Дарвина в 1938 году. В 1886 году он был избран членом Эдинбургского королевского общества, в 1909 году — членом Баварской академии наук, в 1932 году — членом Американской академии искусств и наук, а в 1935 году — членом-корреспондентом Прусской академии наук и гуманитарных наук.

## Работы
- Practical Botany for Beginners (1894)
- The Origin of a Land Flora (1908)
- Plant Life of Land (1911)
- The Ferns 3 vols. (1923-28)
- Plants and Man (1925)
- Size and Form in Plants (1930)
- Primitive Land Plants (1935)[9]
- Sixty Years of Botany in Britain, 1875—1935 (1938)[10]